# Formativno preverjanje
Formativno preverjanje (tudi formirno ali preverjanje za učenje, saj z njim učenec, dijak ali študent oblikuje svoje učenje) je oblika sprotnega preverjanja, pri katerem učenec ne dobi zgolj informacij o svojem znanju, ampak tudi o svojem učenju. Umeščeno je v učni proces in se ne ocenjuje.

## Načela
Formativno preverjanje temelji na predhodnem ugotavljanju znanja, saj naj bi na njegovi podlagi, na spoznanju, kaj zna, česa ne in kaj si želi spoznati, učenec postavljal tudi svoje učne cilje, posebej pa še načine, kako jih bo dosegal; kako bi se učil, da bi jih dosegal. Na ta način si ne postavlja samo spoznavnih ciljev, ampak tudi, kako se bo učil. 
Formativno preverjanje mora učencu zagotoviti ustrezno povratno informacijo, ki ga seznani z doseženim ter opozori na pomanjkljivosti in mu ponudi pot za odpravo vrzeli. Formativna povratna informacija sloni predvsem na kakovosti znanja in manj na njegovi količini. Na formativni način se lahko razvija in krepi predvsem znanje, ki ni zapomnitveno in kratkotrajno, ampak je prenosljivo; cilji, s katerimi je opredeljeno, pa so etapni ali dolgoročni. 
Formativnost pomeni graditev, rast, oblikovanje človekovih sposobnosti in formiranje človekove osebnosti. Eno od formativnih načel je tudi razmislek o učenju oz. oučenje (metaučenje) ter o razumevanju naučenega. Formativna povratna informacija je praviloma analitična, podrobna in razčlenjena in, za razloček od enostavnega sporočila o oceni, mestu v primerjavi s sošolcem ali o pravilnem odgovoru, podpira učenje in omogoča prenos veščin in spretnosti v nove okoliščine in rabo znanja v novih učnih ali življenjskih okoliščinah.

## Zgodovina
Za začetnika formativnega preverjanja nekateri postavljajo Sokrata. Svoje poučevanje je vedno začinil z vprašanji, ki so izzivala, provocirala in zahtevala razmislek. S takšnim preverjanjem je usmerjal njihovo raziskovanje in učenje; njihovo rast v samostojnosti in oblikovanju osebnosti, kar so glavne lastnosti formativnega preverjanja.
Čeprav se tak način poučevanja pojavlja že ves čas, ga je s sintagmo "formativno preverjanje" poimenoval Michael Scriven (1967). Želel je zamejiti pojem "sumativno" oz. končno preverjanje od sprotnega, poudarjajoč pri tem, da dajeta različne informacije, ki jih učenec tudi različno uporablja. Na Slovenskem se v tem času govori o treh oblikah preverjanja: sprotnem, končnem, katerega del je tudi ocenjevanje, in diagnostičnem.  
Benjamin Bloom je bil eden izmed prvih, ki je koncepte formativnega preverjanja postavil kot kritiko priprav na državne teste, ki so od učencev bolj kot učenje pričakovali treniranje in učenje zapovedanih vsebin na pamet. Preusmeril je princip učiteljevega podpiranja učenca, v princip opiranja, ki ne pomeni trajne pomoči od spodaj, ampak sprotno in prilagodljivo pomoč, ki jo učitelj in sošolec umakneta takoj, ko je učenec sposoben sam dosegati učne cilje. Vse večji pomen je bil na sprotnem povratnem informiranju in tem, da učenec sam sprašuje učitelja.    
Novozelandec Terry Crooks je preučeval učinek medsebojnega, medučenčevskega preverjanja. V raziskavi iz leta 1988 je zatrdil, da je eno največjih motivacijskih učnih gonil povratna informacija sošolcev in da učenci najlažje usmerjajo svoje učenje, če sprotno preverjajo napredek svojega znanja in učenja.    
V anglosaksonskem šolskem območju so se pojavile raziskave v smeri preverjanja za učenje, preverjanja učenja in preverjanja med učenjem. Vsa preverjanja naj bi podpirala učenčev razmislek tako o znanju kot o učenju. Največji preboj v uveljavitev formativnega preverjanja je nastal 1998, ko sta Paul Black and Dylan Wiliam zaključila metaanalizo več kot 250 raziskav o tem, kaj najbolj vpliva na učne rezultate. Ugotovila sta, da je ključna takojšnja kakovostna informacija, ki temelji na sprotnem zunanjem, notranjem in samopreverjanju, ki se ne kaže v oceni in primerjavi s sošolci, ampak v merjenju, preverjanju in ugotavljanju lastnega napredka. Njune raziskave so vodile do tega, da so nekatere dežele (npr. Škotska) povsem opustile ocenjevanje in uzakonile formativno preverjanje.